# مايك سكوت (ملاكم)
مايك سكوت (بالإنجليزية: Mike Schutte)‏ مواليد 09 ديسمبر 1950 في جنوب أفريقيا - الوفاة 14 يوليو 2008 في فاندربيجلبارك، جنوب أفريقيا، كان ملاكم محترف جنوب أفريقي صنّف ضمن فئة الوزن الثقيل.

## المسيرة الاحترافية
من نزالاته:
- انتصر على تشاك ويبنير (1977).

## إحصائيات
خاض خلال مسيرته 49 نزالا، فاز في 38 وتعادل في 2 وخسر في 9. فاز بالضربة القاضية في 28 نزالا.

## روابط خارجية
- مايك سكوت على موقع IMDb (الإنجليزية)
- مايك سكوت على موقع قاعدة بيانات الفيلم (الإنجليزية)
- مايك سكوت على موقع بوكس ريك (الإنجليزية) (registration required)